# 馬續
馬續（70年—141年），東漢軍事人物，馬援侄孫，馬融之兄，拜護羌都尉。

## 生平
《後漢書》記載馬續：“十六治詩，博觀群籍，善《九章算術》。”曾任度遼將軍，與中郎將梁並、烏桓校尉王元發邊兵二萬餘人，打擊吾斯車紐等聯兵。和帝永元五年（93年），班固著《漢書》未成而死於獄中，皇帝命班昭（曹大家）補寫“八表”，而馬續補寫了《天文志》。